# Orsolya Nagy
Orsolya Nagy (Budapest, 17 de noviembre de 1977) es una deportista húngara que compitió en esgrima, especialista en la modalidad de sable.
Ganó tres medallas en el Campeonato Mundial de Esgrima entre los años 2002 y 2009, y cuatro medallas en el Campeonato Europeo de Esgrima entre los años 2001 y 2007.

## Palmarés internacional
| Campeonato Mundial | Campeonato Mundial  | Campeonato Mundial | Campeonato Mundial |
| Año                | Lugar               | Medalla            | Prueba             |
| ------------------ | ------------------- | ------------------ | ------------------ |
| 2002               | Lisboa (Portugal)   | Medalla de plata   | Sable por equipos  |
| 2005               | Leipzig (Alemania)  | Medalla de bronce  | Sable por equipos  |
| 2009               | Antalya (Turquía)   | Medalla de bronce  | Sable individual   |
| Campeonato Europeo |                     |                    |                    |
| Año                | Lugar               | Medalla            | Prueba             |
| 2001               | Coblenza (Alemania) | Medalla de bronce  | Sable individual   |
| 2002               | Moscú (Rusia)       | Medalla de plata   | Sable por equipos  |
| 2002               | Moscú (Rusia)       | Medalla de bronce  | Sable individual   |
| 2007               | Gante (Bélgica)     | Medalla de bronce  | Sable individual   |